# Philippe Buchet
Pour les articles homonymes, voir Buchet.
Philippe Buchet est un dessinateur et coloriste français de bande dessinée, né le 17 mai 1962 à Juniville, dans les Ardennes. Il est surtout connu comme dessinateur du space opera Sillage.

## Biographie
Philipe Buchet abandonne ses études au lycée pour travailler à Paris comme dessinateur sur vitrines et pour le cinéma ; il s'installe ensuite à Reims où il exerce en indépendant pour des entreprises de communication. Il devient directeur artistique pour une société produisant des supports de communication interne et de publicité en bande dessinée ; il occupe cet emploi pendant dix ans. Cette activité le met en contact avec Sylvain Savoia et Jean David Morvan ; tous trois fondent l'Atelier 510TTC en 1994. Le trio entreprend la série manga Nomad et Buchet participe aux deux premiers albums, en 1994 et 1995. Avec Morvan au scénario, Buchet dessine La quête des réponses, one shot d'heroic fantasy humoristique publié en 1998. Cette même année débute la publication de leur série la plus connue, Sillage. Elle compte 19 albums en 2018 ainsi que Nävis, spin-off en cinq volumes, que Buchet co-scénarise avec Morvan, confiant le dessin à José Luis Munuera. Toujours dans l'univers de Sillage, Morvan et Buchet co-scénarisent Les chroniques de Sillage, faisant appel à différents illustrateurs (six volumes parus entre 2004 et 2008). Un autre spin-off, Sillage (Premières armes) est publié en 2014, avec le même tandem de scénaristes et un dessin de Pierre-Mony Chan.
En 2006, Morvan et Buchet publient Wolverine : Saudade. Buchet exécute le dessin de Les Russes sur la Lune, premier volume de la série Jour J sur un scénario de Fred Blanchard, Jean-Pierre Pécau et Fred Duval, publié en 2010.
En 2007, Buchet fait une résidence d'artiste à Tôkyô.
Amateur de science-fiction, Buchet se dit influencé par des classiques comme l'écrivain Isaac Asimov ou 2001 l'odyssée de l'espace.

## Publications
- 2235 l'odyssée de la retraite
- Nomad
- La Quête des réponses
- Sillage
- Blockbuster: Art of Buchet

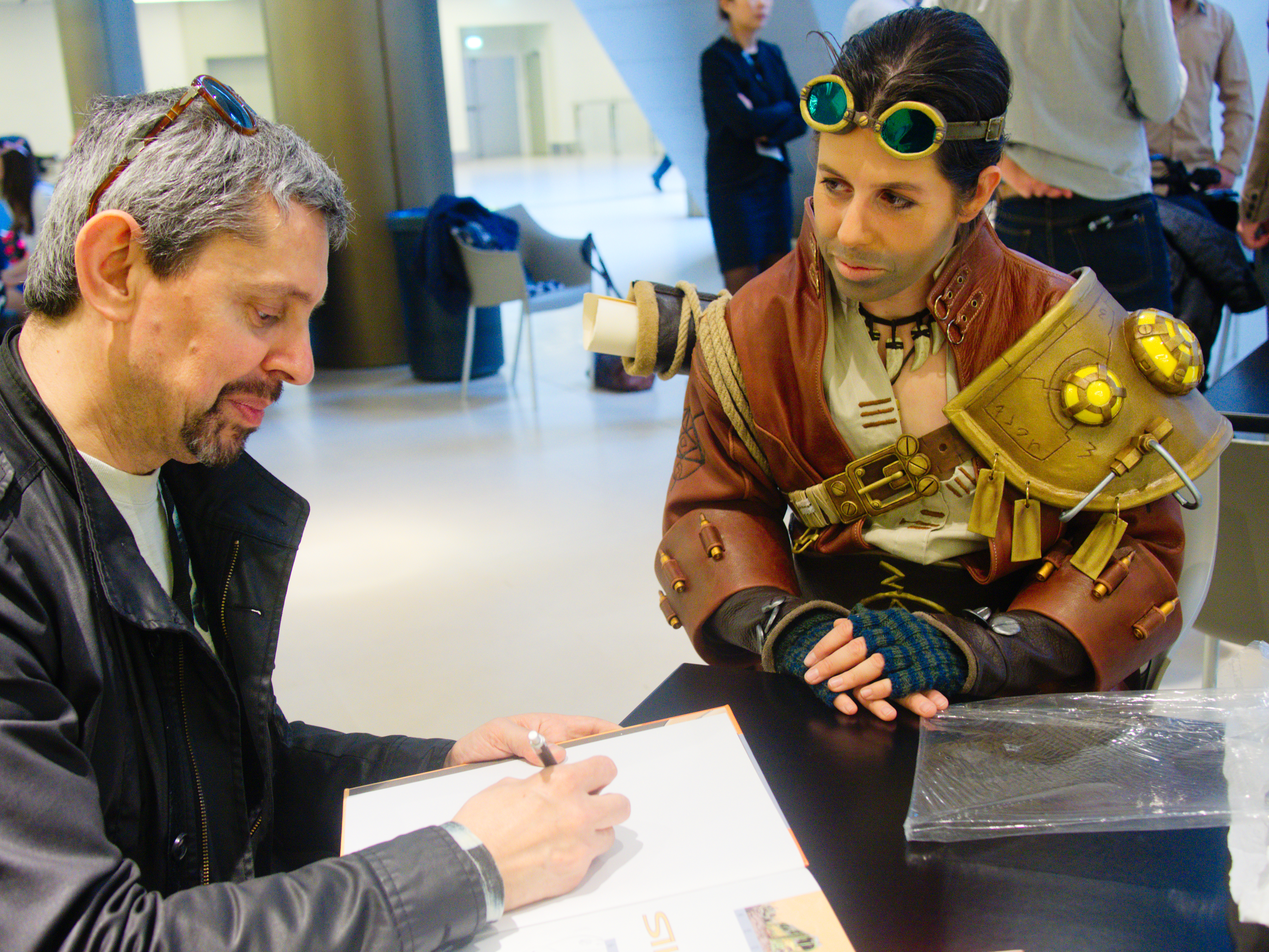
Philippe Buchet en dédicace au Magic 2015.

- Wolverine : Saudade : scénario de Jean-David Morvan, couleurs Walter Pezzali
- Jour J : scénario de Fred Blanchard, Jean-Pierre Pécau et Fred Duval

1. Les Russes sur la Lune

- XIII Mystery : Tome 12, Alan Smith - scénario de Daniel Pecqueur

## Récompenses
- 1998 : Meilleur coloriste au festival de Solliès-Ville pour la série Sillage[8].
- 2006 : Prix jeunesse 9-12 ans du festival d'Angoulême pour Sillage, t. 8 (avec Jean-David Morvan)[9],[10]
- 2008 : Essentiel Jeunesse du festival d'Angoulême pour Sillage, t. 10 (avec Jean-David Morvan)[11],[10]